# Rajendra Prakash
Rajendra Prakash (Nahan, 10 gennaio 1913 – Dehradun, 6 novembre 1964) è stato un principe indiano.
Fu Maharaja di Sirmur dal 1933 al 1948.

## Biografia
Nato nel 1913 dall'allora raja Amar Prakash e da sua moglie, la principessa Mandalasa Kumari, succedette al genitore al trono di Sirmur alla morte di questi nel 1933. Morì nel 1964.

## Matrimoni e figli
Nel 1936 sposò la sua prima moglie, Durga Devi, figlia del raja sahib di Nagod. In seconde nozze sposò Indira Devi, figlia del maharaja di Palitana nel 1941.
Ebbe due figlie, Nalini Devi (dalla prima moglie) e Padmini Devi (dalla seconda moglie). Nalini Devi sposò Vidur Singh, figlio del raja sahib di Alipura, nel 1952. Padmini Devi, sposò Bhawani Singh, figlio del maharaja di Jaipur, nel 1967.